# Gregory Dobbs
Gregory Stuart Dobbs (* 2. Juli 1978 in Los Angeles, Kalifornien) ist ein ehemaliger professioneller US-amerikanischer Baseballspieler in der Major League Baseball. Als „Utility Player“ (Allrounder) kam er auf verschiedenen Positionen des Infields zum Einsatz. Seine Hauptposition war die des First Basemans.

## Vereine
Dobbs spielte seit 2004 in folgenden fünf Baseball-Clubs (Saisons):
- von 2004 bis 2006 bei den Seattle Mariners (Trikot-Nummer 53 und 22)
- von 2007 bis 2010 bei den Philadelphia Phillies (Nummer 19)
- 2011 bei den Florida Marlins (Nummer 29)
- von 2012 bis 2014 bei den Miami Marlins (Nummer 29)
- 2014 bei den Washington Nationals (Nummer 33)[1]

## Gehalt
Gregory Stuart Dobbs’ Gehalt seit 2004 (inklusive des Saisonvertrags 2014) beläuft sich nach offiziellen Angaben auf 8.941.000 US-Dollar.